# Iain Jensen
Iain Jensen (Belmont, 23 de maio de 1988) é um velejador australiano, campeão olímpico da classe 49er.

## Carreira

### Londres 2012
Iain Jensen representou seu país nos Jogos Olímpicos de 2012, na qual conquistou a medalha de ouro na classe 49er. 

### Rio 2016
Nos Jogos Olímpicos de Verão de 2016 ao lado de Nathan Outteridge foram dominados por Peter Burling e Blair Tuke e ficaram com a medalha de prata.